# Мугла (провінція)
Му́гла (тур. Muğla) — провінція в Туреччині, розташована в Егейському регіоні. Площа 12 716 км². Столиця — Мугла.